# منطقة العاصمة برلين
منطقة برلين / براندنبورغ الحضرية (بالألمانية: Metropolregion Berlin/Brandenburg)‏ أو منطقة العاصمة ( (بالألمانية: Hauptstadtregion Berlin-Brandenburg)‏ هي واحدة من إحدى عشر منطقة حضرية في ألمانيا، تتكون من كامل أراضي مدينة مدينة برلين والدولة المحيطة براندنبورغ . المنطقة تغطي مساحة 30,370 كيلومتر مربع (11,730 ميل2) يبلغ مجموع سكانها حوالي 6 ملايين.  
يجب تمييز المنطقة الحضرية عن التكتل الفوري لبرلين، أو يطلق عليها اسم Berliner Umland ( (بالإنجليزية: Berlin's surrounding countryside or Berlin's countryside)‏ التي تضم المدينة وبلديات براندنبورغ القريبة. برلينر أوملاند أصغر بشكل ملحوظ وأكثر كثافة سكانية من المنطقة الحضرية، وهو ما يمثل الغالبية العظمى من سكان المنطقة على جزء صغير من إجمالي مساحة أراضيها.

## المركزية
يتألف تجمع برلين من مدينة برلين والمركز الإقليمي لبوتسدام و17 مركزًا ثانويًا:
- برناو
- شتراوسبرغ
- فورستينفالدي
- كونيغز فوسترهاوزن
- لودفيغسفيلده
- Nauen
- أورانينبورغ
- إركنر
- نوينهاجين
- زوسين
- Teltow
- فالكنسي
- هينجزدورف
- Wildau و Schönefeld
- فيردر وبيليتز

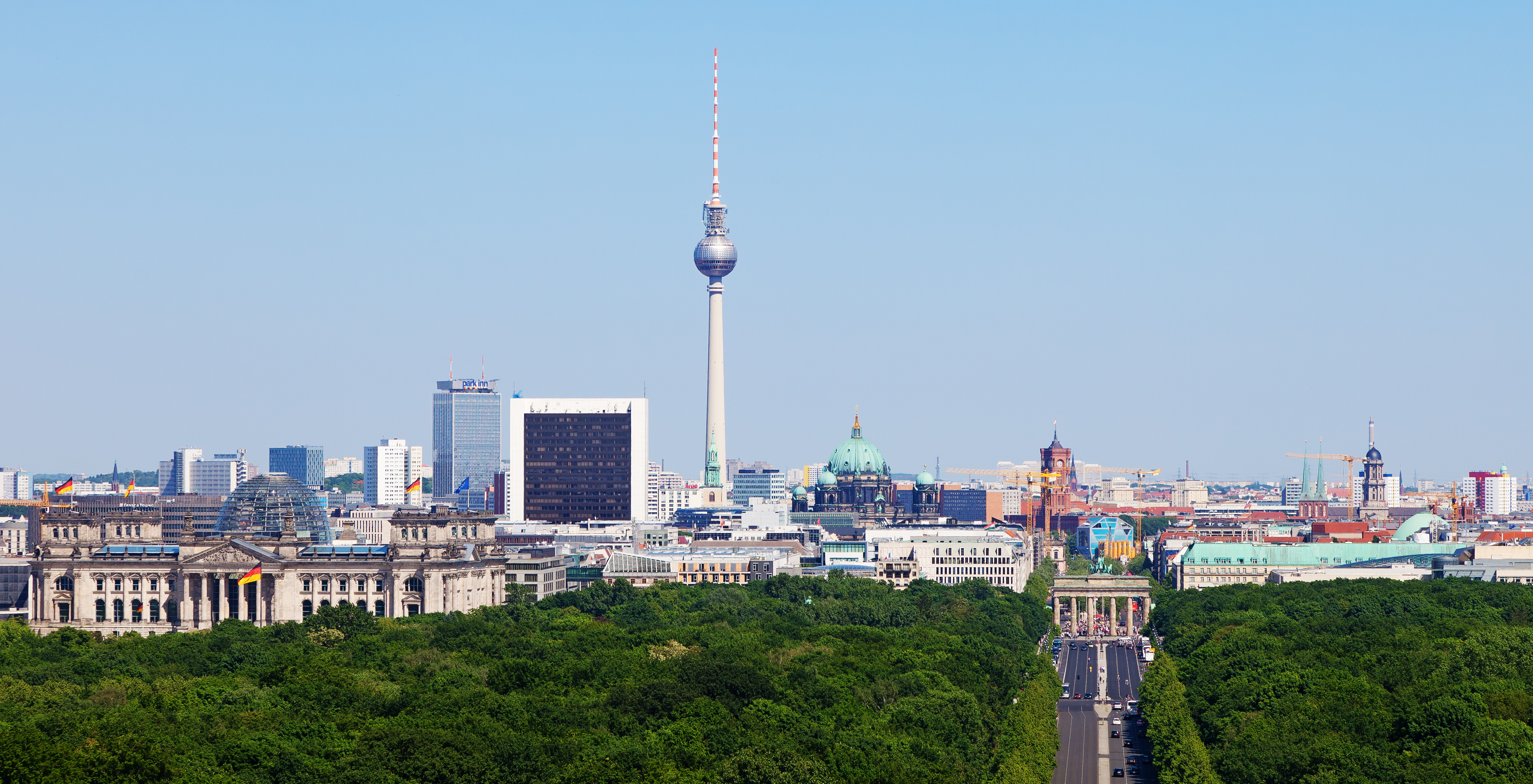
برلين هي عاصمة ألمانيا ، أكبر مدنها وثاني أكبر مدينة من حيث عدد السكان في الاتحاد الأوروبي
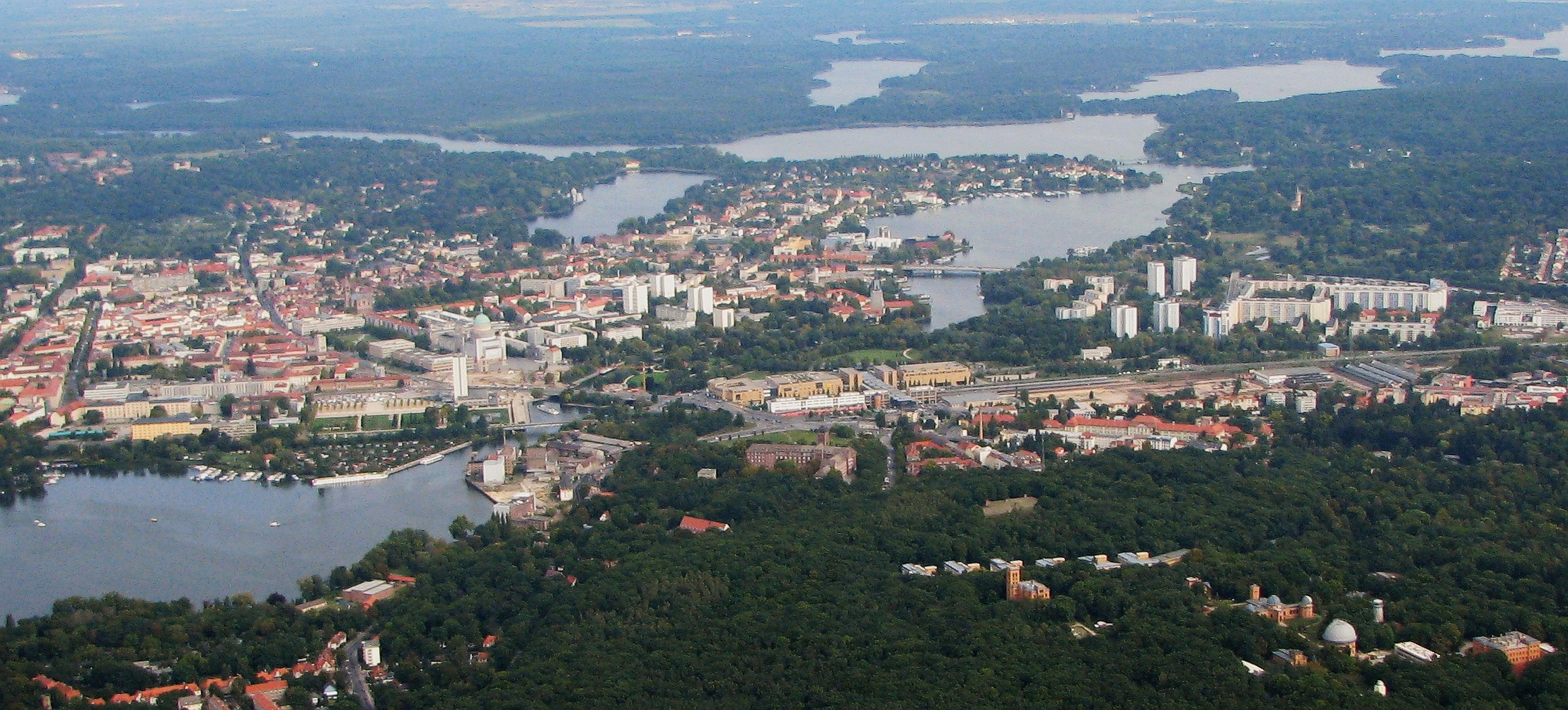
صورة جوية فوق بوتسدام ، عاصمة براندنبورغ

## التركيبة السكانيةلبرلينر أوملاند

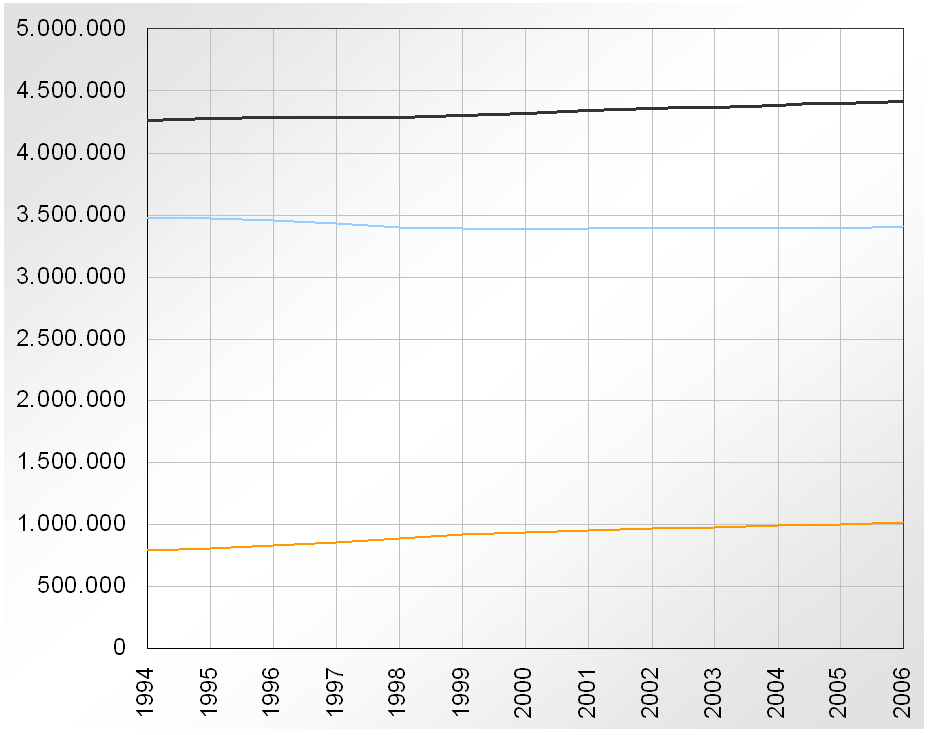
سكان منطقة العاصمة برلين / براندنبورغ
Overall

تحتوي القائمة التالية على المدن والبلديات الأكثر سكانًا في برلينر أوملاند:
1. برلين (3,517,424)
2. بوتسدام (161,468)
3. أورانينبورغ (41,966)
4. فالكنسي (40,900)
5. Bernau (36624)
6. كونيغز فوسترهاوزن (34,083)
7. فورستنفالدة (32456)
8. Strausberg من (26156)
9. هينجزدورف (25,988)
10. Blankenfelde-ماهلوف (25934)
11. هوهين نيويندورف (24,551)
12. لودفيجسفيلدي (24,150)
13. Werder (23,211)
14. Teltow (23,069)
15. Wandlitz (21801)
16. كلينماتشنوف (20181)
17. بانكيتال (19,291)
18. Zossen (17717)
19. نوينهاجين (16,972)
20. Hoppegarten (16808)
21. Nauen (16,804)
22. Rüdersdorf (15,317)